# Timo Sild
Timo Sild (* 26. únor 1988, Valga) je estonský reprezentant v orientačním běhu. Jeho největším úspěchem je zlatá medaile ze štafet na juniorském mistrovství světa 2006 v litevském Druskininkai. V současnosti běhá za estonský klub EKJ SK, lotyšský klub OK Alūksne a ve Skandinávii startuje za finský klub Hiidenkiertäjät.